# Giải bóng đá Hạng Nhì Quốc gia 2002
Giải bóng đá hạng Nhì Quốc gia 2002 là giải thi đấu bóng đá cấp câu lạc bộ cao thứ 3 trong hệ thống các giải bóng đá Việt Nam (sau Giải Vô địch Quốc gia chuyên nghiệp và Giải bóng đá hạng Nhất Quốc gia). Có 16 đội tham dự giải năm nay được chia thành hai bảng như sau: Bảng A với sự góp mặt của Quân khu 4, Quân khu 3, Quân khu 5, Quảng Nam, Quảng Ninh, Kom Tum, Đắk Lắk, Thanh Niên Hà Nội. Các đội Bình Thuận, Đồng Nai, An Giang, Trà Vinh, Quân khu 9, Bưu điện Hồ Chí Minh, Sinhanco, Vạn Chinh thuộc bảng B.

## Các đội bóng tham dự
Bảng A
| STT | Câu lạc bộ        | Sân vận động   |
| --- | ----------------- | -------------- |
| 1   | Quảng Ninh        | Sân Cửa Ông    |
| 2   | Quân khu 3        | Sân Quân khu 3 |
| 3   | Quân khu 5        | Sân Quân khu 5 |
| 4   | Quân khu 4        | Sân Quân khu 4 |
| 5   | Quảng Nam         | Sân Quảng Nam  |
| 6   | Thanh Niên Hà Nội | Sân Hàng Đẫy   |
| 7   | Kom Tum           | Sân Kom Tum    |
| 8   | Đắk Lăk           | Sân Đắk Lăk    |

Bảng B
| STT | Câu lạc bộ           | Sân Vận động   |
| --- | -------------------- | -------------- |
| 1   | Bình Thuận           | Sân Bình Thuận |
| 2   | Đồng Nai             | Sân Bình Dương |
| 3   | An Giang             | Sân Long Xuyên |
| 4   | Trà Vinh             | Sân Trà Vinh   |
| 5   | Vạn Chinh            | Sân Củ Chi     |
| 6   | Quân khu 9           | Sân Quân khu 9 |
| 7   | Bưu điện Hồ Chí Minh | Sân Thống Nhất |
| 8   | Sinhanco             | Sân Thành Long |

## Bảng xếp hạng
| VT | Đội               | ST | T | H | B | BT | BB | HS  | Đ  | Giành quyền tham dự hoặc xuống hạng |
| -- | ----------------- | -- | - | - | - | -- | -- | --- | -- | ----------------------------------- |
| 1  | Đắk Lắk           | 14 | 6 | 6 | 2 | 23 | 12 | +11 | 24 | Thăng hạng giải hạng Nhất 2000–01   |
| 2  | Quân khu 5        | 14 | 6 | 6 | 2 | 10 | 7  | +3  | 24 | Thăng hạng giải hạng Nhất 2000–01   |
| 3  | Kon Tum           | 14 | 6 | 2 | 6 | 18 | 17 | +1  | 20 |                                     |
| 4  | Quân khu 4        | 14 | 5 | 4 | 5 | 18 | 14 | +4  | 19 |                                     |
| 5  | Thanh niên Hà Nội | 14 | 5 | 4 | 5 | 24 | 25 | −1  | 19 |                                     |
| 6  | Quảng Nam         | 14 | 5 | 2 | 7 | 16 | 21 | −5  | 17 |                                     |
| 7  | Quân khu 3        | 14 | 4 | 4 | 6 | 11 | 13 | −2  | 16 |                                     |
| 8  | Quảng Ninh        | 14 | 3 | 4 | 7 | 16 | 27 | −11 | 13 | Xuống giải hạng Ba 2003             |

| Ngày    | Sân        | Tỷ số | Đội -Đội                       | Tỷ số | Sân        | Ngày    |
| ------- | ---------- | ----- | ------------------------------ | ----- | ---------- | ------- |
| 6/7/02  | Quảng Ninh | 0 - 0 | Quảng Ninh - Quân khu 3        | 1 - 2 | Quân khu 3 | 3/8/02  |
|         | Quảng Nam  | 2 - 0 | Quảng Nam - Quân khu 5         | 0 - 1 | Quân khu 5 |         |
| [ 3 ]   | Quân khu 4 | 1 - 0 | Quân khu 4 - Thanh niên Hà Nội | 2 - 2 | Hà Nội     |         |
|         | Đắk Lắk    | 3 - 1 | Đắk Lắk - Kon Tum              | 1 - 1 | Kon Tum    |         |
| 10/7/02 | KonTum     | 2 - 0 | Kon Tum - Quân khu 5           | 0 - 1 | Quân khu 5 | 7/8/02  |
|         | Quảng Nam  | 1 - 1 | Quảng Nam - Đắk Lắk            | 1 - 4 | Đắk Lắk    |         |
|         | Quảng Ninh | 0 - 1 | Quảng Ninh - Quân khu 4        | 0 - 6 | Quân khu 4 |         |
|         | Quân khu 3 | 0 - 0 | Quân khu 3 - Thanh niên Hà Nội | 1 - 2 | Hà Nội     |         |
| 13/7/02 | KonTum     | 3 - 0 | Kon Tum - Quảng Nam            | 0 - 2 | Quảng Nam  | 10/8/02 |
|         | Quân khu 5 | 2 - 0 | Quân khu 5 - Đắk Lắk           | 1 - 1 | Đắk Lắk    |         |
|         | Quân khu 4 | 1 - 0 | Quân khu 4 - Quân khu 3        | 2 - 3 | Quân khu 3 |         |
|         | Hà Nội     | 6 - 3 | Thanh niên Hà Nội - Quảng Ninh | 0 - 3 | Quảng Ninh |         |
| 18/7/02 | Quảng Ninh | 1 - 1 | Quảng Ninh - Quân khu 5        |       | Quân khu 5 | 15/8/02 |
|         | Quân khu 3 | 1 - 0 | Quân khu 3 - Quảng Nam         |       | Quảng Nam  |         |
|         | Quân khu 4 | 1 - 1 | Quân khu 4 - Đắk Lắk           |       | Đắk Lắk    |         |
|         | Hà Nội     | 3 - 1 | Thanh niên Hà Nội - Kon Tum    |       | Kon Tum    |         |
| 21/7/02 | Quảng Ninh | 1 - 1 | Quảng Ninh - Quảng Nam         |       | Quảng Nam  | 18/8/02 |
|         | Quân khu 3 | 0 - 0 | Quân khu 3 - Quân khu 5        |       | Quân khu 5 |         |
|         | Quân khu 4 | 0 - 1 | Quân khu 4 - Kon Tum           |       | Kon Tum    |         |
|         | Hà Nội     | 1 - 1 | Thanh niên Hà Nội - Đắk Lắk    |       | Đắk Lắk    |         |
| 26/7/02 | Quân khu 5 | 1 - 0 | Quân khu 5-Quân khu 4          |       | Quân khu 4 | 23/8/02 |
|         | Quảng Nam  | 3 - 1 | Quảng Nam - Thanh niên Hà Nội  |       | Hà Nội     |         |
|         | Đắk Lắk    | 0 - 1 | Đắk Lắk - Quảng Ninh           |       | Quảng Ninh |         |
|         | KonTum     | 0 - 0 | Kon Tum - Quân khu 3           |       | Quân khu 3 |         |
| 30/7/02 | Quân khu 5 | 2 - 1 | Quân khu 5 - Hà Nội            |       | Hà Nội     | 27/8/02 |
|         | Quảng Nam  | 0 - 1 | Quảng Nam - Quân khu 4         |       | Quân khu 4 |         |
|         | Đắk Lắk    | 3 - 2 | Đắk Lắk - Quân khu 3           |       | Quân khu 3 |         |
|         | KonTum     | 1 - 0 | Kon Tum - Quảng Ninh           |       | Quảng Ninh |         |

| VT | Đội        | ST | T | H | B  | BT | BB | HS  | Đ  | Giành quyền tham dự               |
| -- | ---------- | -- | - | - | -- | -- | -- | --- | -- | --------------------------------- |
| 1  | Bưu điện   | 14 | 9 | 3 | 2  | 18 | 7  | +11 | 30 | Thăng hạng giải hạng Nhất 2000–01 |
| 2  | An Giang   | 14 | 9 | 2 | 3  | 23 | 11 | +12 | 29 | Thăng hạng giải hạng Nhất 2000–01 |
| 3  | Đồng Nai   | 14 | 7 | 1 | 6  | 20 | 18 | +2  | 22 |                                   |
| 4  | Vạn Chinh  | 14 | 6 | 2 | 6  | 19 | 21 | −2  | 20 |                                   |
| 5  | Bình Thuận | 14 | 4 | 5 | 5  | 12 | 17 | −5  | 17 |                                   |
| 6  | Sinhanco   | 14 | 5 | 1 | 8  | 20 | 21 | −1  | 16 |                                   |
| 7  | Trà Vinh   | 14 | 4 | 4 | 6  | 15 | 19 | −4  | 16 |                                   |
| 8  | Quân khu 9 | 14 | 2 | 2 | 10 | 8  | 22 | −14 | 8  | Xuống giải hạng Ba 2003           |

## Lịch thi đấu và kết quả

### Lịch thi đấu

#### Bảng B
| Ngày    | Sân        | Tỷ số | Đội -Đội                | Tỷ số | Sân        | Ngày    |
| ------- | ---------- | ----- | ----------------------- | ----- | ---------- | ------- |
| 7/7/02  | Thống Nhất | 0 - 1 | Shihanco - Bưu điện     | 1 - 2 | Thống Nhất | 31/7/02 |
|         | Quân khu 9 | 3 - 1 | Quân khu 9 - Vạn Chinh  | 0 - 2 | Củ Chi     |         |
|         | An Giang   | 1 - 1 | An Giang - Trà Vinh     | 3 - 0 | Trà Vinh   |         |
|         | Đồng Nai   | 0 - 0 | Đồng Nai - Bình Thuận   | 2 - 3 | Bình Thuận |         |
| 10/7/02 | Quân khu 9 | 0 - 1 | Quân khu 9 - Đồng Nai   | 1 - 2 | Đồng Nai   | 4/8/02  |
|         | Củ Chi     | 2 - 0 | Vạn Chinh - Bình Thuận  | 1 - 1 | B. Thuận   |         |
|         | Thống Nhất | 1 - 3 | Shihanco - An Giang     | 2 - 1 | An Giang   |         |
| 11/7/02 | Thống Nhất | 1 - 0 | Bưu điện - Trà Vinh     | 2 - 0 | Trà Vinh   |         |
| 14/7/02 | Đồng Nai   | 1 - 2 | Đồng Nai - Vạn Chinh    | 3 - 2 | Củ Chi     | 7/8/02  |
|         | Bình Thuận | 1 - 0 | Bình Thuận - Quân khu 9 | 2 - 0 | Quân khu 9 |         |
|         | Trà Vinh   | 2 - 1 | Trà Vinh - Shihanco     | 0 - 2 | Thống Nhất |         |
|         | An Giang   | 2 - 0 | An Giang - Bưu điện     | 1 - 1 | Củ Chi     | 8/8/02  |
| 17/7/02 | Thống Nhất | 5 - 0 | Shihanco - Quân khu 9   | 0 - 0 | Quân khu 9 | 11/8/02 |
|         | Củ Chi     | 2 - 1 | Vạn Chinh - Bưu Điện    | 0 - 2 | Thống Nhất |         |
|         | An Giang   | 2 - 1 | An Giang - Đồng Nai     | 0 - 2 | Đồng Nai   |         |
|         | Trà Vinh   | 1 - 1 | Trà Vinh - Bình Thuận   | 0 - 0 | Bình Thuận |         |
| 21/7/02 | Củ Chi     | 1 - 2 | Shihanco - Vạn Chinh    | 0 - 2 | Thống Nhất | 14/8/02 |
|         | Thống Nhất | 0 - 0 | Bưu điện - Quân khu 9   | 2 - 1 | Quân khu 9 |         |
|         | An Giang   | 0 - 1 | An Giang - Bình Thuận   | 0 - 2 | Bình Thuận |         |
|         | Trà Vinh   | 0 - 1 | Trà Vinh - Đồng Nai     | 4 - 2 | Đồng Nai   |         |
| 24/7/02 | Quân khu 9 | 0 - 1 | Quân khu 9 - An Giang   |       | An Giang   | 18/8/02 |
|         | Thống Nhất | 0 - 3 | Vạn Chinh - Trà Vinh    |       | Trà Vinh   |         |
|         | Đồng Nai   | 1 - 0 | Đồng Nai - Shihanco     |       | Thống Nhất |         |
|         | Bình Thuận | 0 - 0 | Bình Thuận - Bưu điện   |       | Củ Chi     |         |
| 28/7/02 | Quân khu 9 | 2 - 1 | Quân khu 9 - Trà Vinh   |       | Trà Vinh   | 21/8/02 |
|         | Thống Nhất | 2 - 3 | Vạn Chinh - An Giang    |       | An Giang   |         |
|         | Đồng Nai   | 0 - 1 | Đồng Nai - Bưu Điện     |       | Thống Nhất |         |
|         | Bình Thuận | 0 - 1 | Bình Thuận - Shihanco   |       | Củ Chi     |         |